# Giro di Lombardia 1956
Il Giro di Lombardia 1956, cinquantesima edizione della corsa, fu disputata il 21 ottobre 1956, su un percorso totale di 240 km. Fu vinta dal francese André Darrigade, giunto al traguardo con il tempo di 6h14'20" alla media di 38,468 km/h, precedendo gli italiani Fausto Coppi e Fiorenzo Magni.
Presero il via da Milano 135 ciclisti e 69 di essi portarono a termine la gara.

## Ordine d'arrivo (Top 10)
| Pos. | Corridore         | Squadra         | Tempo    |
| ---- | ----------------- | --------------- | -------- |
| 1    | André Darrigade   | Bianchi-Pirelli | 6h14'20" |
| 2    | Fausto Coppi      | Carpano         | s.t.     |
| 3    | Fiorenzo Magni    | Nivea-Fuchs     | s.t.     |
| 4    | Giorgio Albani    | Legnano         | s.t.     |
| 5    | Bruno Monti       | Atala-Pirelli   | s.t.     |
| 6    | Roger Decock      | Faema-Guerra    | s.t.     |
| 7    | Louison Bobet     | Bobet           | s.t.     |
| 8    | Diego Ronchini    | Bianchi-Pirelli | s.t.     |
| 9    | Fred De Bruyne    | Mercier         | s.t.     |
| 10   | Aimé Van Avermaet | indipendente    | s.t.     |